# Brædstrup
Brædstrup er en tidligere stationsby mellem Horsens og Silkeborg i Østjylland. Byen har 3.967 indbyggere  (2025). Den hører til Horsens Kommune.
Der findes i byen et større udvalg af dagligvarebutikker og desuden har byen adskillige sportsforeninger og -klubber. Bl.a. Brædstrup Idrætsforening af 1924 (forkortet BIF) og Brædstrups Håndbold Klub (forkortet BHK). I byens sydlige ende ligger hotellet Pejsegården, som er byens største arbejdsplads.
Brædstrup Kirke, der ligger på toppen af Ring Bakke, og er sognekirke i Brædstrup Sogn, blev indviet 14. december 1941, som afløser for den gamle kirke i Ring, der blev revet ned på grund af forfald. 
Tinghuset på Østergade, opført 1846 og indtil 1986 retsbygning med retslokale, arrest og embedsbolig, er nu galleri for Brædstrup Kunstforening af 1998. Tinghusets tidligere have er omdannet til parken "Dommerhaven".

## Historie
I 1879 beskrives byen således: "Brædstrup med Thingsted for Tyrsting og Vrads Herreders Jurisdiction, Herredsfogedbolig, Districtslægebolig, Apothek, Kro, Valgsted for det tidligere Skanderborg Amts 3die Folkethingskreds, Brevsamlingssted, Bolig for endeel haandværkere og 3 Kjøbmænd."
Omkring århundredeskiftet blev byen beskrevet således: "Brædstrup, ved Landevejen, stor Landsby med 1/2 1901 98 Huse og 641 Indb. samt med Ting- og Arresthus (ombygget 1883, Plads for 8 Arrestanter, tilhører Skanderborg Amtskommune), Embedsbolig for Herredsfogden, Amtssygehus (opf. 1892-93 efter Tegn. af Arkitekt Hansen for omtr. 47,000 Kr., med 21 Senge), Apotek og privat Distriktslægebolig (begge opr. 1856), Dyrlæger, Skole, Mølle, Dampmølle, flere Haandværkere og Købmænd, Højskolehjem, Kro, Markedsplads (Marked i Maj, Juli og Okt), Jærnbane-, Telegraf- og Telefonst. samt Postkontor og Valgsted for gl. Skanderborg Amts 3. Folketingskr."
I kraft af sin betydning som oplandsby voksede Brædstrup både i mellemkrigstiden og efter 2. verdenskrig: i 1901 havde byen 522 indbyggere, i 1906 525, i 1911 701, i 1916 877, i 1921 1.064, i 1925 1.217, i 1930 1,307, i 1935 1.268, i 1940 1.226, i 1945 1.445, i 1950 1.583, i 1955 1.625, i 1960 1.619 indbyggere og i 1965 1.742 indbyggere. I 1930, da byen havde 1.307 indbyggere, var sammensætningen efter erhverv: 130 levede af landbrug, 479 af industri og håndværk, 181 af handel, 108 af transport, 120 af immateriel virksomhed, 133 af husgerning, 103 var ude af erhverv og 53 havde ikke angivet oplysninger.
1899-1968 var Brædstrup en station på Horsens-Bryrup-Silkeborg Jernbane. Jernbanen er nedlagt og omdannet til en regional cykelsti kaldet Naturstien Horsens-Silkeborg.
Under 2. verdenskrig spillede byen en rolle for engelske våbennedkastninger til modstandsbevægelsen.
I dag er byen i heftig udvikling med flere nye boligkvarterer under opbygning og mange nye tilflyttere.[kilde mangler] Brædstrup var indtil 2007 hovedbyen i Brædstrup Kommune, men indgår efter Strukturreformen i Horsens Kommune.
- Brædstrup Kirke
- Den tidligere stationsbygning på Jernbanegade
- Brædstrup Vandtårn på Brokhøjvej
- Genforeningssten foran det gamle apotek på Bredgade

## Kendte personer fra Brædstrup
- Henry Petersen (1900-1949), olympisk sølvmedaljevinder i stangspring 1920.
- Jens Henrik Thulesen Dahl (1961-), politiker
- Kristian Thulesen Dahl (1969-), politiker
- Allan Søgaard (1978-), fodboldspiller
- Krister Moltzen (1979-), radio- og podcastdokumentarist
- Tobias Jørgensen (1992-), tidl. prof. håndboldspiller for BSV
- Mathias Norsgaard, cykelrytter
- Emma Norsgaard, cykelrytter